# Angrie
Angrie is een gemeente in het Franse departement Maine-et-Loire in de (regio Pays de la Loire. De plaats maakt deel uit van het arrondissement Segré. Angrie telde op 1 januari 2022 917 inwoners.

## Geografie
De oppervlakte van Angrie bedroeg op 1 januari 2022 40,97 vierkante kilometer; de bevolkingsdichtheid was toen 22,4 inwoners per km².

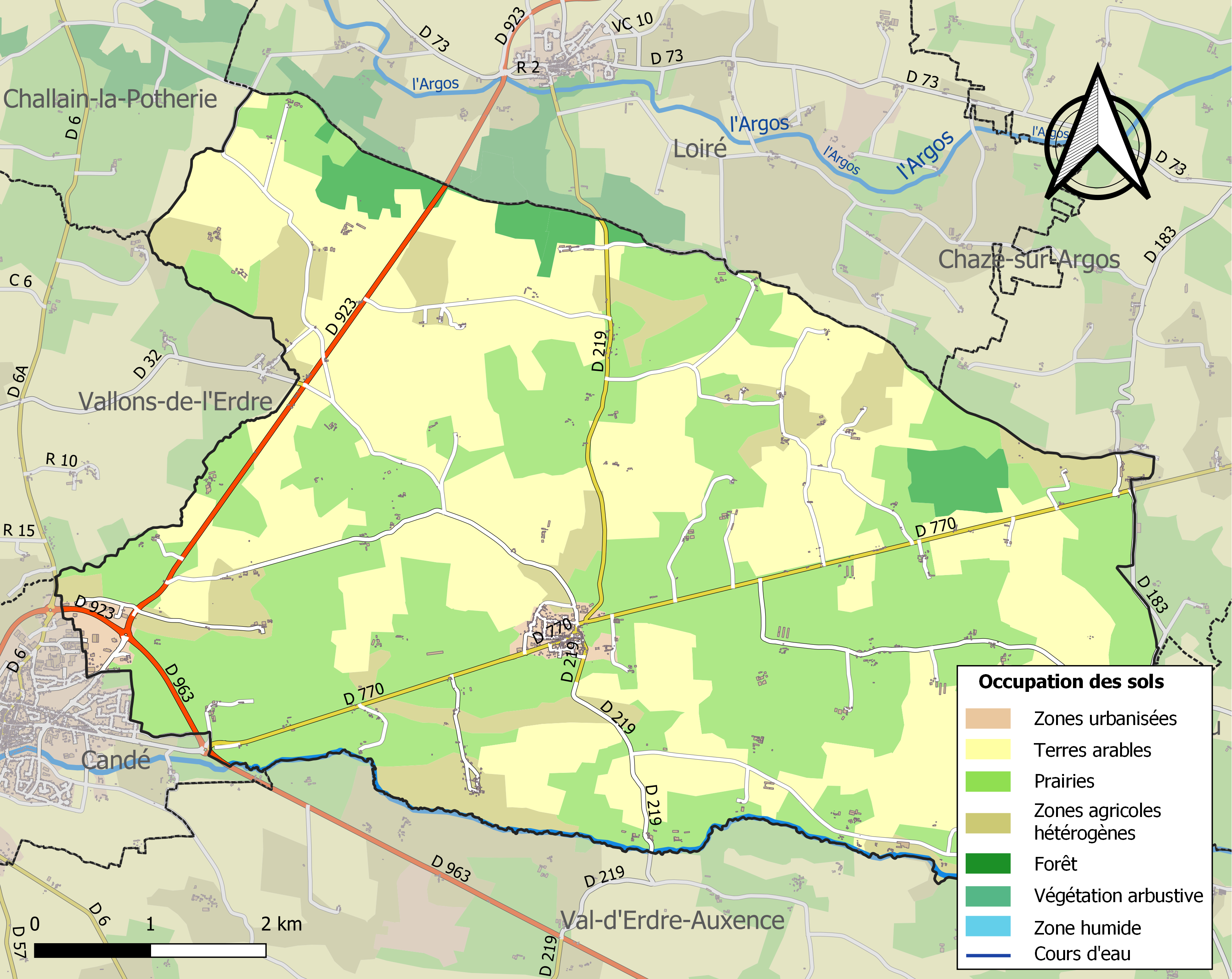
Kaart van de gemeente met de belangrijkste infrastructuur, bodemgebruik en omliggende gemeenten

## Demografie
Onderstaande figuur toont het verloop van het inwonertal.